# Sarracenia psittacina
Sarracenia psittacina es una planta carnívora del género Sarracenia. Al igual que todas las Sarracenia, es nativa de América del Norte. Como otras plantas de la familia Sarraceniaceae, las hojas tienen forma de jarra, lo cual les da el nombre común en inglés de "pitcher plants".

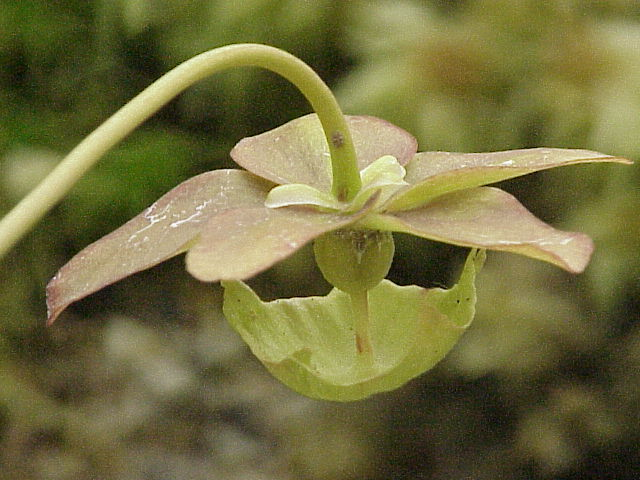
Flor de Sarracenia psittacina

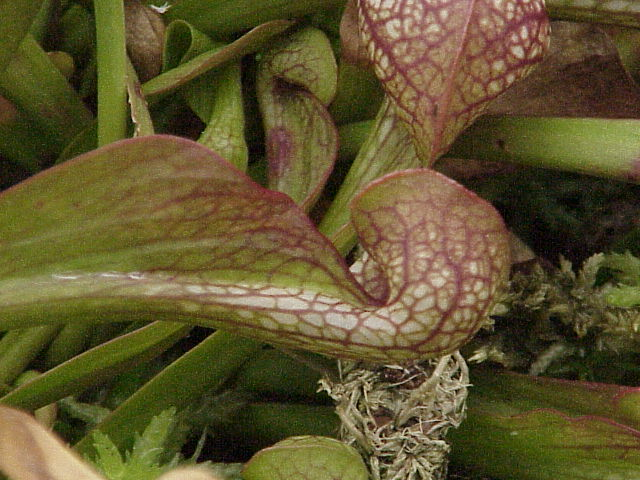

## Descripción
Emplea el mismo mecanismo de captura que Darlingtonia californica, utilizando una pequeña entrada en la boca de la jarra y si la presa pasa buscando néctar, producido por la planta en el borde de la boca de la jarra. La presa, a continuación, es confundida por la luz brillando a través de lo que parecen ser falsas salidas (o "ventanas") y rastrea hacia el área más brillante hacia abajo en la jarra. Pelos  cruzan densamente la línea del interior de la jarra, obligando a la presa a bajar aún más a un área donde las enzimas digestivas como las proteasas abundan en el líquido. Esta especie con frecuencia está sumergida en su hábitat natural y pueden capturar artrópodos debajo del agua.

## Taxonomía
Sarracenia psittacina fue descrita por André Michaux y publicado en Flora Boreali-Americana 1: 311 [as "psyttacina"], 2: 341. 1803. 
Etimología
Sarracenia: nombre genérico que fue nombrado por el médico francés Michel Sarrasin (Sarracenus) (1659-1734), un naturalista y coleccionista de plantas en Quebec, aunque una segunda fuente dice que deriva de otro médico francés llamado Jean Antoine Sarrasin (1547-1598), quien tradujo una obra de Dioscórides.
psittacina: epíteto latíno que significa "como un loro".
Sinonimia
- Sarracenia calceolata Nutt. 1834
- Sarracenia pulchella Croom 1834
- Sarracenia rubra auct. non Walt.: Steud. 1821[6]

Taxones infraespecíficos
- Sarracenia psittacina f. heterophylla Ainsw. 1996 nom.nud.
- Sarracenia psittacina var. minor Hook. 1834